# ارل واتسون
ارل واتسون (انگلیسی: Earl Watson؛ زادهٔ ۱۲ ژوئن ۱۹۷۹) بازیکن بسکتبال اهل ایالات متحده آمریکا است.
از باشگاه‌هایی که در آن بازی کرده‌است می‌توان به ممفیس گریزلیز، بسکتبال مردان یوسی‌ال‌ای برونز، پورتلند تریل بلیزرز، ایندیانا پیسرز، سیاتل سوپرسانیکس، یوتا جاز، اکلاهما سیتی تاندر، و دنور ناگتس اشاره کرد.